# 365
365 (CCCLXV) fue un año común comenzado en sábado del calendario juliano, en vigor en aquella fecha.
En el Imperio romano, el año fue nombrado como el del consulado de Augusto y Valente, o menos comúnmente, como el 1118 Ab urbe condita, adquiriendo su denominación como 365 a principios de la Edad Media, al establecerse el anno Domini.

## Acontecimientos
- Procopio se rebela en las provincias de Oriente.
- 21 de julio: en Belluno, Padua y Spoleto (Italia) 41°N 12°E / 41, 12 se registra un terremoto.[1]
- 21 de julio: en la isla de Creta se registra un fuerte terremoto de 8,5, seguido de un devastador tsunami que devastó las costas del Mediterráneo, matando a miles de personas.
- 22 de julio: en Egipto, la ciudad de Alejandría es inundada por un tsunami.[2]
- Entre este año y 385 se calcula que las islas Baleares se separaron administrativamente de la Cartaginense, formando una provincia independiente, la Baleárica.[3]
- El emperador romano Valentiniano I (321-371) se traslada a París y más tarde a Reims, desde donde toma represalias contra los alamanes.
- El religioso y santo francés Hilario de Poitiers (315-367) profetizó que este año sucedería el Juicio final.[4] Véase la lista de fechas del fin del mundo.

## Nacimientos
- Tao Yuanming, escritor chino.

## Fallecimientos
- Asterio de Petra, religioso cristiano.